# Campeonato Brasileiro de League of Legends de 2016
O Campeonato Brasileiro de League of Legends de 2016 (abreviado como CBLOL 2016) foi a quinta edição da liga esportiva profissional brasileira de League of Legends feita pela Riot Games Brasil. Igualmente a temporada passada, a temporada anual foi dividida em duas etapas (splits): a primeira etapa e a segunda etapa, ambas consistem na disputa de 8 times jogando entre si durante 7 semanas na fase de grupos, avançado os quatro melhores para a fase eliminatória e, consequentemente, até a final. O vencedor da segunda etapa está qualificado a participar do International Wild Card Qualifier (IWCQ), no qual garante uma vaga para o campeonato mundial, o League of Legends World Championship.
Todos os jogos são disputados nos estúdios da Riot Games Brasil na cidade de São Paulo, inclusive os jogos da série de promoção. Tanto a final da primeira e segunda etapa são disputadas em locais com plateia. Porém, toda a competição é transmitida online no português brasileiro nas plataformas Twitch.tv, YouTube e Azubu, que ultrapassam milhares de visualizações.
A popularidade do CBLOL atraiu certa atenção de mídia. A final de 2016 foi transmitida ao vivo pelo canal pago SporTV.

## Primeiro Split

### Classificação
| Pos. | Equipes            | P  | J | V | E | D | GG | GP | %  | M       | Classificação ou rebaixamento |
| ---- | ------------------ | -- | - | - | - | - | -- | -- | -- | ------- | ----------------------------- |
| 1    | Keyd Stars         | 14 | 7 | 4 | 2 | 1 | 10 | 4  | 71 | Estável | Semifinais                    |
| 2    | INTZ e-Sports1     | 9  | 7 | 3 | 4 | 0 | 10 | 4  | 71 | 1       | Semifinais                    |
| 3    | Operation Kino     | 9  | 7 | 2 | 3 | 2 | 7  | 7  | 50 | 2       | Quartas-de-finais             |
| 4    | paiN Gaming1       | 8  | 7 | 2 | 4 | 1 | 8  | 6  | 57 | 1       | Quartas-de-finais             |
| 5    | KaBuM! e-Sports    | 8  | 7 | 1 | 5 | 1 | 7  | 7  | 50 | 1       | Quartas-de-finais             |
| 6    | RED Canids         | 8  | 7 | 2 | 2 | 3 | 6  | 8  | 42 | 2       | Quartas-de-finais             |
| 7    | G3nerationX        | 6  | 7 | 1 | 3 | 3 | 5  | 9  | 35 | Estável | Play-offs do rebaixamento     |
| 8    | CNB e-Sports Club2 | 1  | 7 | 0 | 3 | 4 | 3  | 11 | 21 | Estável | Play-offs do rebaixamento     |

1 A paiN Gaming e a INTZ e-Sports foram penalizadas com a perda de 2 e 4 pontos respectivamente devido ao registo de fichas com menos jogadores do que o mínimo exigido (sete jogadores).

2 A CNB e-Sports Club foi penalizada com a perda de 2 pontos por troca de jogadores.

### Play-offs do Rebaixamento
|  | Play-offs do Rebaixamento |                   |   |
|  |                           |                   |   |
|  | G3nerationX               | G3nerationX       | 0 |
|  | CNB e-Sports Club         | CNB e-Sports Club | 2 |

### Play-offs
|  | Quartas-de-finais | Quartas-de-finais | Quartas-de-finais |  |  | Semifinais | Semifinais      | Semifinais |  |  | Final | Final         | Final |
|  |                   |                   |                   |  |  |            |                 |            |  |  |       |               |       |
|  |                   |                   |                   |  |  | 1          | Keyd Stars      | 3          |  |  |       |               |       |
|  | 4                 | paiN Gaming       | 1                 |  |  | 5          | KaBuM! e-Sports | 0          |  |  |       |               |       |
|  | 5                 | KaBuM! e-Sports   | 2                 |  |  |            |                 |            |  |  | 1     | Keyd Stars    | 0     |
|  |                   |                   |                   |  |  |            |                 |            |  |  | 2     | INTZ e-Sports | 3     |
|  |                   |                   |                   |  |  | 2          | INTZ e-Sports   | 3          |  |  |       |               |       |
|  | 3                 | Operation Kino    | 2                 |  |  | 3          | Operation Kino  | 1          |  |  |       |               |       |
|  | 6                 | RED Canids        | 0                 |  |  |            |                 |            |  |  |       |               |       |

### Premiação
| CBLOL 2016 Primeiro Split          |
| Brasil                             |
| ---------------------------------- |
| INTZ e-Sports Campeão (3.º título) |

| P         | Prêmio    | Time              |
| --------- | --------- | ----------------- |
| 1         | R$ 80.000 | INTZ e-Sports     |
| 2         | R$ 30.000 | Keyd Stars        |
| - 4.º     | R$ 20.000 | KaBuM! e-Sports   |
| - 4.º     | R$ 20.000 | Operation Kino    |
| 5.º       | R$ 10.000 | RED Canids        |
| 6.º       | R$ 7.500  | paiN Gaming       |
| 7.º - 8.º | R$ 5.000  | CNB e-Sports Club |
| 7.º - 8.º | R$ 5.000  | G3nerationX       |

## Segundo Split

### Classificação
| Pos. | Equipes           | P   | J | V | E | D | GG | GP | %  | M       | Classificação ou rebaixamento |
| ---- | ----------------- | --- | - | - | - | - | -- | -- | -- | ------- | ----------------------------- |
| 1    | CNB e-Sports Club | 15  | 7 | 4 | 3 | 0 | 11 | 3  | 78 | Estável | Semifinais                    |
| 2    | INTZ e-Sports     | 13  | 7 | 3 | 4 | 0 | 10 | 4  | 71 | Estável | Semifinais                    |
| 3    | paiN Gaming       | 11  | 7 | 2 | 5 | 0 | 9  | 5  | 64 | 1       | Semifinais                    |
| 4    | Keyd Stars        | 10  | 7 | 2 | 4 | 1 | 8  | 6  | 57 | 1       | Semifinais                    |
| 5    | KaBuM! e-Sports   | 6   | 7 | 2 | 0 | 5 | 4  | 10 | 28 | Estável |                               |
| 6    | Operation Kino1   | 2   | 7 | 1 | 3 | 3 | 5  | 9  | 35 | Estável |                               |
| 7    | RED Canids1       | -1  | 7 | 1 | 2 | 4 | 4  | 10 | 28 | Estável | Play-offs do Rebaixamento     |
| 8    | Big Gods1         | -10 | 7 | 1 | 3 | 3 | 5  | 9  | 35 | Estável | Play-offs do Rebaixamento     |

1 O Operation Kino, a RED Canids e a Big Gods foram penalizadas com a perda de 4, 6 e 16 pontos respectivamente no início da temporada por não ter enviado a papelada no tempo.

### Play-offs do Rebaixamento
|  | Play-offs do Rebaixamento |            |   |
|  |                           |            |   |
|  | RED Canids                | RED Canids | 2 |
|  | Big Gods                  | Big Gods   | 0 |

### Play-offs
|  | Semifinais | Semifinais        | Semifinais    |   |  | Final             | Final | Final |
|  |            |                   |               |   |  |                   |       |       |
|  | 1          | CNB e-Sports Club | 3             |   |  |                   |       |       |
|  | 4          | Keyd Stars        | 1             |   |  |                   |       |       |
|  |            |                   |               |   |  | CNB e-Sports Club | 1     |       |
|  |            |                   | INTZ e-Sports | 3 |  |                   |       |       |
|  | 2          | INTZ e-Sports     | 3             |   |  |                   |       |       |
|  | 3          | paiN Gaming       | 2             |   |  |                   |       |       |

### Premiação
| CBLOL 2016 Segundo Split           |
| Brasil                             |
| ---------------------------------- |
| INTZ e-Sports Campeão (4.º título) |

| P         | Prêmio    | Time              |
| --------- | --------- | ----------------- |
| 1         | R$ 80.000 | INTZ e-Sports     |
| 2         | R$ 30.000 | CNB e-Sports Club |
| - 4.º     | R$ 20.000 | paiN Gaming       |
| - 4.º     | R$ 20.000 | Keyd Stars        |
| 5.º       | R$ 10.000 | KaBuM! e-Sports   |
| 6.º       | R$ 7.500  | Operation Kino    |
| 7.º - 8.º | R$ 5.000  | RED Canids        |
| 7.º - 8.º | R$ 5.000  | Big Gods e-Sports |